# Jerry Donahue
Jerry Donahue, född 24 september 1946 i New York, är en amerikansk country- och rockgitarrist som bland annat spelat i banden Hellecasters (1991– ) och The Yardbirds (2004–2005). Donahue levde under 1970-talet i England och var medlem i bland annat Fotheringay och Fairport Convention. Donahue har turnerat och gjort skivinspelningar med bland annat Joan Armatrading, Gerry Rafferty, Robert Plant, Elton John, The Proclaimers, Johnny Hallyday, George Harrison, Cliff Richard, Chris Rea, Warren Zevon, Bonnie Raitt, Hank Marvin, Roy Orbison, Nanci Griffith, The Beach Boys och The Yardbirds. Han har även författat diverse undervisningsmaterial.
Jerry Donahue är son till jazzmusikern Sam Donahue.

## Diskografi (urval)
Soloalbum
- 1986 – Telecasting
- 1988 – Meetings
- 1992 – Neck of the Wood
- 1992 – Country Tech
- 1997 – Brief Encounters
- 1999 – Telecasting Recast

Album med Hellecaster
- 1993 – The Return of the Hellecasters
- 1994 – Escape from Hollywood
- 1997 – Hell 3: New Axes to Grind
- 2002 – Essential Listening 1